# Nymindegab
Nymindegab est un village qui se trouve dans le sud-ouest du Jutland, au Danemark. C'est un ancien village de pêcheurs par l’ancienne sortie à l’extrémité sud du fjord de Ringkøbing. En été, c’est une ville touristique très fréquentée avec une population permanente de 211 habitants au 1er janvier 2020. Il est situé dans la municipalité de Varde et appartient à la région du sud du Danemark. La ville est située à l’extrémité sud de l’isthme de Holmsland Dunes, qui délimite le fjord de la mer du Nord. Juste au nord-est de Nymindegab se trouve la réserve d’oiseaux de Tipperne sur une péninsule dans le fjord Ringkøbing.

À Nymindegab il y a un musée Nymindegab, où l’on peut voir, entre autres choses, un squelette de baleine, des images de la région, et la nature représentée par des artistes qui sont restés dans la région au fil du temps. À la station de sauvetage de Nymindegab, on peut voir le plus ancien canot de sauvetage du Danemark. Celui-ci, à partir de 1966, été conservé au Musée national du Danemark à Copenhague, mais il a été rendu à Nymindegab en 1977.